# Džungle (přírodní rezervace)
Džungle je přírodní rezervace necelé dva kilometry jihovýchodně od obce Slezské Pavlovice v okrese Bruntál v Moravskoslezském kraji při česko-polské státní hranici.

## Předmět ochrany
Důvodem ochrany je zachování zbytků porostů tvrdého luhu – dubového lužního lesa se starými duby, měkkého vrbo-olšového luhu, rozsáhlých ostřicových mokřadů jako stálého biotopu chráněných obojživelníků, druhově pestré ornitofauny a dále bohaté populace sněženky podsněžníku (Galanthus nivalis). Právě díky výskytu chráněné sněženky byla tato lokalita v 70. letech 20. století uchráněna před odvodněním a meliorací.

### Flóra
Území rezervace tvoří jednak tzv. měkký luh s porosty vrbové olšiny, jednak zbytky tvrdého luhu se starými duby. Půdy v rezervaci mají vysoko položenou hladinu spodní vody. Zdejší mokřady jsou pravděpodobně pozůstatkem někdejšího rybníka.

### Fauna
V rezervaci žije několik ráněných a ohrožených druhů obojživelníků a plazů, jako je čolek obecný (Triturus vulgaris), rosnička zelená (Hyla arborea), skokan zelený (Rana esculenta), skokan ostronosý (Rana arvalis) a skokan krátkonohý (Rana lessonae), dále kuňka žlutobřichá (Bombina variegata), ropucha obecná (Bufo bufo), ropucha zelená (Bufo viridis), ještěrka obecná (Lacerta agilis), slepýš křehký (Anguis fragilis) a užovka obojková (Natrix natrix).
Z chráněné ornitofauny v rezervaci hnízdí například např. žluva hajní (Oriolus oriolus), strakapoud prostřední (Dendrocopos medius), žluna šedá (Picus canus) a datel černý (Dryocopus martius). Rovněž zde byl zaznamenán výskyt chráněné a v České republice velmi vzácného jeřábu popelavého (Grus grus).